# Rad-Nationencup der Männer U23 2009
Der Rad-Nationencup der Männer U23 2009 war die 3. Austragung des Rad-Nationencups der Männer U23, einer seit der Saison 2007 stattfindenden Serie der wichtigsten Rennen im Straßenradsport der Männer U23.

## Rennen
| Datum              | Rennen                          | Sieger (Fahrer) | Sieger (Nationen)      | Führende Nation |
| ------------------ | ------------------------------- | --------------- | ---------------------- | --------------- |
| 27. – 29. März     | Grande Prémio de Portugal       | Sergio Henao    | Kolumbien              | Kolumbien       |
| 11. April          | Flandern-Rundfahrt (Männer U23) | Jan Ghyselinck  | Belgien                | Dänemark        |
| 15. April          | La Côte Picarde                 | Timofei Krizki  | Russland               | Dänemark        |
| 18. April          | ZLM Tour                        | Luke Rowe       | Vereinigtes Königreich | Dänemark        |
| 4. – 7. Juni       | Coupe des Nations Saguenay      | Johan Le Bon    | Frankreich             | Dänemark        |
| 5. – 13. September | Tour de l’Avenir                | Romain Sicard   | Frankreich             | Frankreich      |

## Gesamtwertung
| Position | Nation             | Punkte |
| -------- | ------------------ | ------ |
| 1        | Frankreich         | 108    |
| 2        | Deutschland        | 100    |
| 3        | Dänemark           | 79     |
| 4        | Kolumbien          | 66     |
| 5        | Slowenien          | 61     |
| 6        | Vereinigte Staaten | 57     |
| 7        | Russland           | 54     |
| 8        | Belgien            | 43     |
| 9        | Niederlande        | 40     |
| 10       | Belarus            | 36     |
| …        | …                  | …      |
| 20       | Schweiz            | 16     |
| 25       | Luxemburg          | 12     |